# Martin Fräncis Glüsing
Martin Fräncis Glüsing (* 10. September 1886 in Altona; † 7. September 1957 in Hamburg) war ein in Hamburg lebender deutscher Marine- und Landschaftsmaler.

## Leben
Von seinen Eltern, dem Schornsteinfegermeister C. A. Glüsing und seiner vermutlich aus Süddeutschland stammenden Frau, erhielt er den bürgerlichen Namen Martin Franz Glüsing und hatte drei Brüder sowie vier Schwestern. Nach der Schule sollte er eine Malerlehre antreten, um Anstreicher zu werden. Da seine Eltern seinem Wunsch, eine Lehre als Kunstmaler zu beginnen, nicht zustimmten, lief er von zuhause fort und heuerte in Hamburg auf einem Rahsegler an. Dort arbeitete er sich zum Vollmatrosen hoch. Bis 1914 fuhr er auf Segelschiffen und reiste nach Nord-, Mittel- und Südamerika sowie Australien. Zuweilen musterte er in einem der Häfen unterwegs ab und verdiente an Land seinen Unterhalt als Barpianist.
Nach Beginn des Ersten Weltkrieges kehrte er nach Deutschland zurück und wurde eingezogen. Um nicht an die Front zu müssen, täuschte er mit Medikamenten eine Herzerkrankung vor, die jedoch bleibende Schäden an seinem Herz verursachten. Nach dem Krieg arbeitete er auf der Hamburger Reeperbahn zunächst als Barpianist und lernte dort Frieda Schramm kennen, die ebenfalls in der Bar arbeitete. Die beiden heirateten am 10. September 1920, die Ehe blieb kinderlos.
Mitte der 1920er Jahre änderte er seinen zweiten Vornamen in das englisch klingende „Fräncis“, da er sich dadurch einen besseren Verkauf seiner Gemälde erhoffte. Er signierte seine Bilder mit „Fräncis-Glüsing“. Das Ehepaar wohnte ab 1925 in Altona, zog von dort nach Lüneburg und 1939 wieder zurück nach Hamburg. Während des Krieges verließen sie die Stadt aufgrund der Bedrohung durch alliierte Luftangriffe und blieben bis nach Kriegsende im bayerischen Füssen. Anschließend kehrten sie nach Hamburg zurück, wo Martin Fräncis Glüsing am 7. September 1957 und Frieda Glüsing am 14. Mai 1982 verstarben.

## Schaffen und Werk
Als Maler war Martin Fräncis Glüsing reiner Autodidakt, der auf seine Kenntnisse und Erinnerungen aus der Fahrenzeit auf Schiffen zurückgriff. Nach der Rückkehr nach Hamburg unternahm er keine größeren Reisen mehr, ausgenommen die Sommeraufenthalte auf Helgoland, dessen Silhouette sich auf vielen seiner Bilder wiederfindet. Für seine Gemälde verwendete er ausschließlich Ölfarben, für ein Gemälde benötigte zwei bis drei Tage. Vom Verkauf seiner Bilder konnte er leben und brachte es damit zu einigen Wohlstand.
Die Werke von Martin Fräncis Glüsing sind nicht datiert, daher ist der Beginn seiner künstlerischen Laufbahn schwierig zu rekonstruieren. Ein Hinweis auf das erste bekannte Bild von Fräncis Glüsing stammt aus dem Jahr 1926, als sein Bild Brandung bei Sonnenuntergang in dem von Felix Graf von Luckner und anderen herausgegebenen Sammelband Die See als eines von 53 Gemälden deutscher Maler von der Nord- und Ostsee aufgenommen wurde. Dies Gemälde war auch das einzige, das zu seinen Lebzeiten veröffentlicht wurde.
Weite Teile des Werkes von Martin Fräncis Glüsing sind noch nicht ermittelt und daher ist noch keine genauere Analyse erfolgt. Motivische Themenschwerpunkte seines Schaffens bildeten Großsegler, Fischkutter und abendliche Strandstimmungen. Dazu kommen Ausnahmen wie das nach 1930 zu datierende Gemälde des Schnelldampfers Europa. Kompositorisch befinden sich die dargestellten Schiffe in leichter Schräglage in der Bildmitte und laufen auf den Betrachter zu. Die See ist in leichter Dünung und fast immer mit blauer Farbe dargestellt. Auch der Himmel ist komponiert und von Licht durchfluteten Wolkenbergen. Insgesamt bezeichnet die Forschung Martin Fräncis Glüsing als Publikumsmaler und seine Bilder eher als gefällig, weswegen er außerhalb des Bereiches um Hamburg kaum bekannt geworden ist.
Den Vertrieb der Gemälde übernahmen die Hamburger Kunsthandlungen von Gustav Lohse und Commeter, ergänzt durch Direktverkäufe der Familie in den Badeorten an der Ostsee während der Sommermonate. Nach dem Krieg eröffnete Frieda Glüsing eine Leihbücherei und verkaufte dort auch die Gemälde ihres Mannes. Einzelne Bilder gingen nach Großbritannien und bis in die Vereinigten Staaten.

## Werke (Auswahl)
- Brandung vor Sonnenuntergang (vor 1926, 80 × 120 cm)
- Fischkutter bei nächtlicher Fahrt (undatiert, 70 × 100 cm)
- Die „Europa“ verlässt 1930 den Hamburger Hafen (undatiert, 88 × 118 cm)
- Vollschiff in leicht bewegter See und achterlichem Wind (undatiert, 60 × 80 cm)
- Finkenwerder Fischkutter HF 216 Cili Margaretha vor Helgoland (undatiert, 70 × 100 cm)
- Fischkutter aus Finkenwerder (HF 183 Frieda) (undatiert, 61 × 81 cm)
- Vollschiff im Atlantik (undatiert, 80 × 65 cm)
- Vollschiff bei achterlichem Wind (undatiert, 50 × 60 cm)
- Dreimastbark in bewegter See und achterlichem Wind‘ (undatiert, 56 × 78,5 cm)
- Abendstimmung zu See‘ (undatiert, 70 × 100 cm)
- Laboer Fischkutter im Kieler Hafen‘ (60 × 80 cm)
- Dreimastbark auf hoher See. Nachmittagsstimmung
- Heidelandschaft (um 1936, 60 × 80 cm)